# Ferran Patxot i Ferrer
Fernando Patxot y Ferrer, també conegut com a Manuel Ortiz de la Vega i Sor Adela (Maó, 26 de setembre de 1812 - Montserrat, 3 d'agost de 1859), periodista, historiador i narrador català del Romanticisme.

## Biografia
Era fill de Josep Patxot i Marcilla i d'Anna Maria Ferrer i Boter, originaris de Sant Feliu de Guíxols. De petit es va traslladar amb la seva família a Barcelona, on el 1821 va estar a punt de morir de febre groga. El 1826 començà a treballar com a traductor del francès de les obres de Buffon mentre estudiava al Col·legi Tridentí de Barcelona abans d'estudiar jurisprudència a la Universitat de Cervera (1829-1835). Del 1835 al 1846 exercí de fiscal de la intendència militar a Barcelona i es va consagrar a les lletres. Des de 1847 havia començat a usar el pseudònim de "Manuel Ortiz de la Vega" i, entre d'altres, també el de "Sor Adela". Amb el primer va publicar una Història General de España que continuava la de Juan de Mariana i José Manuel Miñana i en què mostra la seva inclinació a les fonts i la seva nacionalisme espanyol, que l'aparella entre els historiadors pertanyents al Romanticisme amb el seu contemporani Modesto Lafuente. Aquest ideal historiogràfic apareix en l'article "Filosofia de la Historia" que va inserir al periòdic que havia contribuït a fundar, El Telégrafo, l'1 de novembre de 1858. Es va sumar així al cercle d'historiadors catalans format llavors per Víctor Balaguer i Cirera, Joan Cortada i Sala, Avel·lí Pi i Arimón i el mallorquí Josep Maria Quadrado Nieto.
Amb el segon pseudònim publicar una sèrie de novel·les de gran valor literari i poètic, protagonitzades per dos cosins enamorats, separats pels murs d'un convent i tota mena de vicissituds novel·lesques pròpies del Romanticisme: Las ruinas de mi convento (Barcelona, 1851), Mi claustro (2a part) (1856) i Las delicias del claustro y mis últimos momentos en su seno (1858, 3a i última part), que van obtenir un gran èxit, tot i que la crítica és unànime a valorar la primera part per sobre de la resta, l'obra es va traduir en vida de l'autor a l'alemany, francès, anglès, italià i a moltes altres llengües. El teló històric l'ofereix la matança de frares de 1835 -hi ha qui sosté que per a aquesta obra es va valer del manuscrit inèdit d'un testimoni presencial, el pare Boldú-, i l'exclaustració. Va escriure a més una sèrie d'obres històriques, acuradament adornades amb nombrosos gravats i estampes de qualitat: Las glorias nacionales. Grande historia universal de todos los reinos, provincias, islas, y colonias de la monarquía española, desde los tiempos primitivos hasta el año de 1852... (1855), que és en realitat una edició d'obres històriques clàssiques espanyoles anteriors de Florián d'Ocampo, Ambrosio de Morales, Jerónimo Zurita, etcètera, i Anales de España (1857-1859, deu volums, dels quals van sortir només vuit perquè va morir l'autor). També va traduir, augmentada amb un resum d'història posterior, la Historia de la revolución de Inglaterra (1837, 3 vols.) de François Guizot. Una col·lecció pòstuma de les Obras d'en Patxot es va imprimir el 1871. Els sis volums de Los héroes y las grandezas de la tierra. Anales del mundo, formación, revoluciones y guerras de todos los imperios, desde la creación hasta nuestros dias... és una compilació històrica que va obtenir del públic un gran favor, a més de molts treballs propis, va donar a conèixer en ella els inapreciables treballs històrics dels pares benedictins de la congregació de Sant Maure. Fugint de la pandèmia de còlera es va dur el 1854 a la seva família a Sant Cugat del Vallès, però se li van morir un fill i una filla i quedà molt abatut. El 1859 va morir en caure pel forat d'una escala de la casa que habitava a Montserrat. Patxot va deixar inèdites unes Memorias en mà de la seva família que no han arribat a imprimir.

## Obres
- Obras, 1871.

### Història
- Historia del emperador Napoleón, Barcelona, impremta de Joaquim Verdaguer, 1839, 2 vols., 2.ª ed.
- Manual del viajero en Barcelona, 1840.
- Amb José Manuel Miñana, José María Gutiérrez de la Peña i Eduardo Chao, Historia General de España escrita por el padre Juan de Mariana, con la continuacion de Miñana y demás autores hasta el año de 1808; aumentada con todos los sucesos que comprenden la historia de su levantamiento, guerra y revolución escrita por el conde de Toreno y las de los demás escritores de nuestros días hasta el pronunciamiento de 1.º de setiembre de 1840, redactada por una Sociedad de Literatos, 1841-, 10 vols.; la seva història editorial és força confusa.
- El nuevo Anquetil. Historia Universal hasta 1848, ó pintura histórica de todas las naciones, su origen, vicisitudes, y progresos, ó ruina. Contiene el Anquetil integro, traducido nuevamente, aumentado con el cuadro de las instituciones de cada pueblo, de los adelantos, invenciones, usos y costumbres de cada época, corregido y completado hasta el presente por Cantu, Segur, Burctte y Laponneraye, y en la parte relativa á España por el Dr. D. Manuel Ortiz de la Vega: edición adornada con nuevas y hermosas láminas abiertas en acero por los mejores artistas españoles. Barcelona, impr. de Luis Tasso, 1848. Un sol tom de més de mil pàgines.
- El Universo. Descripción general de la tirra é historia de los viages hechos en la antigüedad, en la edad media y en los tiempos modernos á todas las partes del mundo. Texto por Lamartine, Humbold, Chateaubriand, D'Urville, Ross, etc. etc. y en la parte relativa á España y á los viageros españoles, tan esclarecidos como poco mencionados hasta el dia, por el Dr. D. M. Ortiz de la Vega: obra adornada con magnificas láminas abiertas en acero por los mejores artistas españoles. Barcelona, impr. de Luis Tasso, 1849. Un únic volum de més de mil pàgines.
- Las glorias nacionales. Grande historia universal de todos los reinos, provincias, islas, y colonias de la monarquía española, desde los tiempos primitivos hasta el año de 1852... comprende íntegras las obras siguientes: la Crónica general de España publicada de orden del emperador Carlos Quinto, recopilada por el célebre Florián de Ocampo, coronista del rey don Felipe II, continuación de la misma Crónica hecha por el ilustre Ambrosio de Morales, coronista del mismo príncipe; les Crónicas de los varios reyes no recopilados por dichos autres, las de Sandoval, entre otras, y las de Ayala; las de los distintos reinos y provincias, la crónica del reino de Navarra; los famosos Anales de la Corona de Aragón, compuestos por el inmortal Gerónimo Zurita, coronista del reino; la Historia del mismo autor; las Historias de Indias; y la Crónica de las dinastías austríaca y borbónica por el doctor D. Manuel Ortiz de la Vega, con notas e índices en los cuales se traducen íntegros los libros de los autores nombrados Tito Livio, Julio César, etc. en donde tratan de las cosas relativas a España, y que continúan también entre otras las notas que poseemos de episodios históricos tales como los de Moncada, Mendoza, Melo, Conde, Solís, y lo más selecto de Garibay, Ferreras, Flórez, etc., ilustrado todo con el Templo de las glorias españolas, Diccionario historial de España, con más de cien mil nombres y hechos preclaros, asi antiguos como recientes, de que hace mención nuestra historia indicando donde se citan, y en que no se olvida ninguno de los pueblos de la monarquía, dando noticia de ellos, de sus monumentos, recuerdos y grandezas. Madrid - Barcelona, 1852-1854, 6 vols.
- Crónica de las dinastías austriaca y borbónica; ocupa el vol. VI de les Glorias nacionales, des de la pàg. 297 fins a la 632.
- Templo de las glorias españolas. Diccionario historial de España con mas de 100.000 nombres y hechos preclaros, así antiguos corno recientes, de que hace mención nuestra historia, indicando donde se citan y en que no se olvida ninguno de los pueblos de la monarquía, dando noticia de tilos, de sus monumentos, recuerdos y grandezas. Ocupa quasi la segunda meitat del tom VI de les Glorias nacionales.
- Los Héroes y las Grandezas de la Tierra. Anales del mundo, formacion, revoluciones y guerra de todos los imperios desde la creacion hasta nuestros dias. Completado el conjunto, hasta el dia de la terminacion de la obra por el Doctor Don Manuel Ortiz de la Vega. Madrid - Barcelona, Librería de Cuesta - Imprenta de Cervantes a cargo de A. Sierra, 1854 - 1856,
- Anales de España desde sus orígenes hasta el tiempo presente Barcelona: impr. de Cervantes a cargo de A. Sierra y de T. Gorchs, 1857-1859, 10 vols.

### Teatro
- El Tejedor, pieza dramática en un acto. Barcelona, sense peu d'impremta, 8.°
- Buen corazón quebranta mala ventura. Comedia en tres actos. Barcelona, impr. de Luis Tasso, 1851.

### Narrativa
- El bandido ó la religión sobre las pasiones. Imitación de Arlincourt, puesta en castellano por D. F. P. Barcelona. impr. de M. Texeró, 1835.
- Las ruinas de mi convento, Barcelona, 1851,
- Mi claustro; Barcelona, impr. de Cervantes, 1850
- Las delicias del claustro y Mis últimos momentos en su seno, 1858. És la tercera part de Las ruinas...

### Inèdits
- Memorias
- Artículos